# Carnaval do Arlequim
Carnaval do Arlequim é uma pintura a óleo prestados por Joan Miró entre 1924 e 1925. É uma das pinturas surrealistas mais marcantes do artista, e está preservado na Albright–Knox Art Gallery, Buffalo.